# Diezberg
Diezberg är ett berg i Antarktis. Det ligger i Östantarktis. Nya Zeeland gör anspråk på området. Toppen på Diezberg är 3 432 meter över havet, eller 33 meter över den omgivande terrängen. Bredden vid basen är 0,66 km.
Terrängen runt Diezberg är varierad. Trakten är obefolkad. Det finns inga samhällen i närheten.